# Pogorzela (ville)
Pour les articles homonymes, voir Pogorzela.
Pogorzela (prononciation : [pɔɡɔˈʐɛla], en allemand : Brandenstein) est une ville de la voïvodie de Grande-Pologne et du powiat de Gostyń.
Elle est située à environ 17 kilomètres au sud-est de Gostyń, siège du powiat, et à 68 kilomètres au sud de Poznań, capitale de la voïvodie de Grande-Pologne.
Elle est le siège administratif de la gmina de Pogorzela.
Elle s'étend sur 4,36 km2 et comptait 2 015 habitants en 2009.

## Géographie

Plan de la ville.

La ville de Pogorzela est située au sud de la voïvodie de Grande-Pologne, à proximité de la voïvodie de Basse-Silésie, ainsi qu'avec la région historique et géographique de Silésie. Le paysage est vallonné et à dominante rurale. Pogorzela s'étend sur 4,36 km2.

## Histoire
Pogorzela est mentionnée pour la première fois au début du XVe siècle, lorsque la ville est possédée par la famille Wczelów - Pogorzelskich.

De 1975 à 1998, la ville faisait partie du territoire de la voïvodie de Leszno. Depuis 1999, la ville fait partie du territoire de la voïvodie de Grande-Pologne ainsi que du powiat de Gostyń, celle-ci appartenant avant cette date au powiat de Krotoszyn.

## Monuments
- l'église paroissiale saint Michel archange, de style baroque tardif, construite entre 1778 et 1785 ;
- l'hôtel de ville, sur la place du marché.

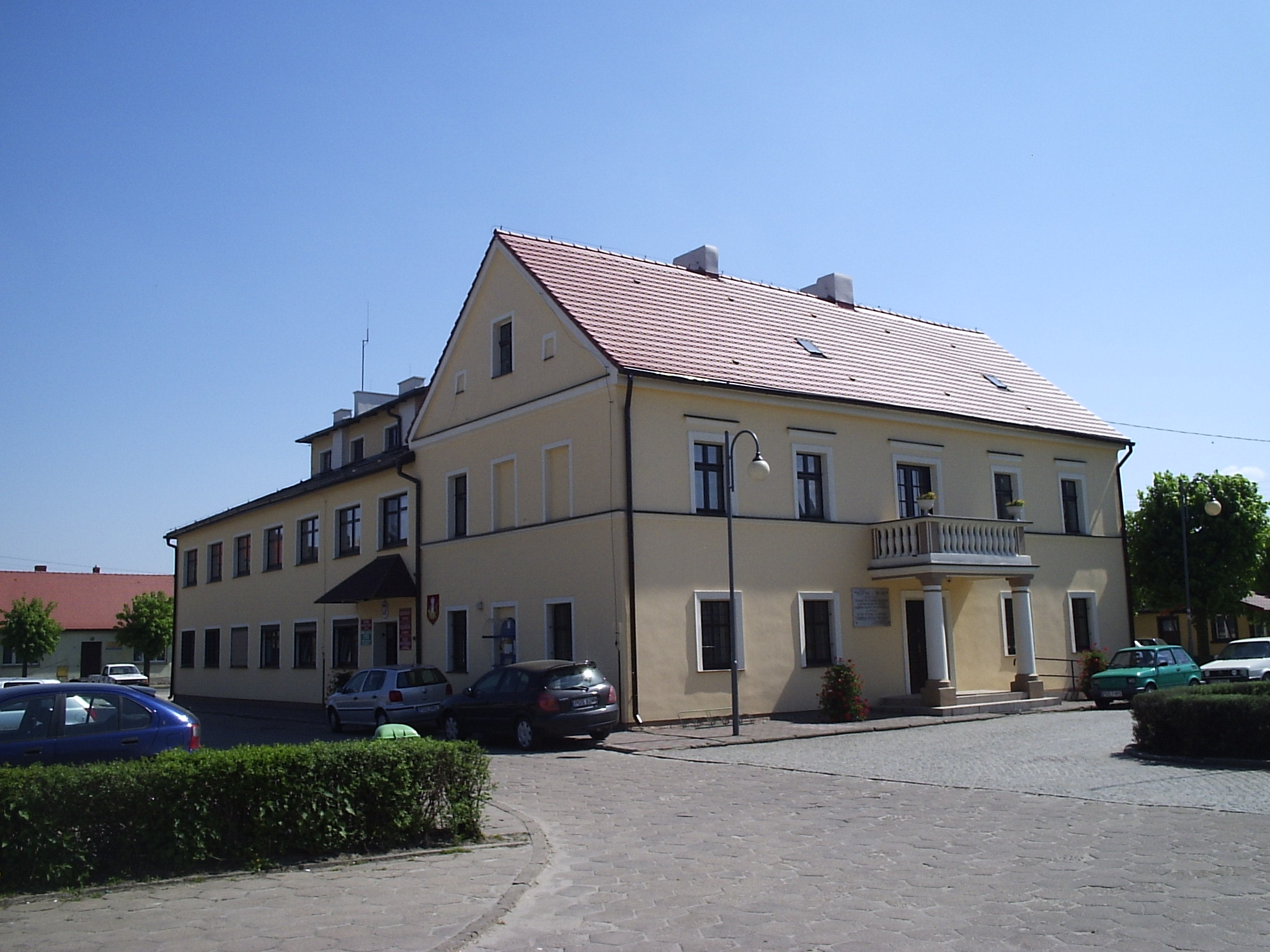
L'hôtel de ville.

## Voies de communication
Aucune route principale ne passe par la ville. Celle-ci est néanmoins traversée par les routes de powiat qui relient Gostyń à Krotoszyn et Krobia à Koźmin Wielkopolski.